# Askola yanoman
Askola yanoman is een haft uit de familie Leptophlebiidae. De wetenschappelijke naam van de soort is voor het eerst geldig gepubliceerd in 2011 door Nascimento, Barcelos-Silva & Salles.
De soort komt voor in het Neotropisch gebied.